# Willibald Wonisch
Willibald „Willi“ Wonisch (* 1928; † 2001) war ein österreichischer Mundartdichter, Humorist und Schriftsteller, der mit seinen Gedichten auch in Radiosendungen in Erscheinung trat.

## Leben
Willibald Wonisch war von Beruf Briefträger und lebte in Hausmannstätten. Seine Lebensweisheiten in gereimter Form präsentierte er sowohl bei öffentlichen Auftritten als auch im Hörfunk und war dabei des Öfteren auf Radio Steiermark zu hören. Eine der bekanntesten Schöpfungen des Erzählers und Humoristen ist der Huaberbauer, der in verschiedenen Werken Wonischs eine zentrale Rolle spielte. Ab den 1990er Jahren veröffentlichte Wonisch mehrere Gedichtbände, von denen einige in den folgenden Jahren neu aufgelegt wurden. Im Jahr 2001 starb Wonisch im Alter von etwa 73 Jahren. Anlässlich seines 90. Geburtstages fand am 14. September 2018 eine vom Bund Steirischer Heimatdichter organisierte Gedenklesung im Klingensteiner Achteckstadl in Vasoldsberg statt. Als Leser traten dabei Franz Gollner, Erich Köhldorfer, Heinz Mahr, Sepp Maier, Karl Sonderer, Bernhard Valta und als Moderator Anton Wilflinger in Erscheinung.
Sein gleichnamiger Sohn war unter anderem als Wissenschaftler am Otto-Loewi-Forschungszentrum für Gefäßbiologie, Immunologie und Entzündung an der Medizinischen Universität Graz tätig und ist Geschäftsführer der Omnignostica Forschungs GmbH in Höflein an der Donau.

## Werke (Auswahl)
- 1994: Wia’s mar gråd einfallt. Gedichte in steirischer Mundart[6] (Neuauflage: 2007)
- 1997: Ma denkt oft zruck, wia schön dås woar. Gedichte und Geschichten in steirischer Mundart (Zeichnungen von Heinz Peter Holzmann; Neuauflage: 2001)[7]
- 2001: ’s meiste is woahr. Heiteres und Besinnliches in steirischer Mundart (Zeichnungen von Heinz Peter Holzmann)[7]